# Lars Ahlin
Lars Ahlin, švedski pisatelj, * 4. april 1915, Sundsvall, Švedska † 10. marec 1997, Stockholm.
Napisal je nasledja dela, od katerih pa ni nobeno prevedeno v slovenščino:
- Tåbb med manifestet (1943)
- Inga ögon väntar mig (1944)
- Min död är min (1945)
- Storm kring Ahlin (1945)
- Om (1946)
- Jungfrun i det gröna (1947)
- Fångnas glädje (1947)
- Egen spis (1948)
- Lekpaus (1948)
- Eld av eld (1949)
- Huset har ingen filial (1949)
- Ung man med manifest (1951)
- Fromma mord (1952)
- Kanelbiten (1953)
- Kvinna, kvinna (1955)
- Natt i marknadstältet (1957)
- Gilla gång (1958)
- Nattens ögonsten (1958 )
- Bark och löv (1961)
- Hannibal Segraren 1982 (v soavtorstvu z ženo Gunnel Ahlin)
- Tal på Övralid 1983 (1983)
- Sjätte munnen (1985)
- Vaktpojkens eld (1986)
- Din livsfrukt (1987)
- 4 pjäser (1990)
- De sotarna! De sotarna! (1990)
- Det florentinska vildsvinet (1991)
- Estetiska Essayer (1994)
- Sjung för de dömda! (1995)